# 五条川信号場
五条川信号場（ごじょうがわしんごうじょう）は、愛知県清須市にある東海旅客鉄道（JR東海）東海道本線の信号場である。

## 歴史
- 1942年（昭和17年）1月15日：国有鉄道により開設[1]。
- 1987年（昭和62年）4月1日：国鉄分割民営化により、JR東海が継承[1]。

## 構造
名古屋駅と稲沢駅を結ぶ複々線上に設けられた分岐型の信号場である。東海道本線の上り線と稲沢線上り線の合流地点で、運転取扱上では東海道本線上り線のみ記載されている。

## 周辺
信号場のすぐ東側にはキリンビール名古屋工場がある。岐阜寄りには名称の由来となった五条川が流れ、その脇には清洲城がある。

## 隣の駅
東海旅客鉄道（JR東海）
CA 東海道本線
枇杷島駅 - 五条川信号場 - 清洲駅